# 横田龍儀
横田 龍儀（よこた りゅうぎ、1994年9月9日 - ）は、日本の俳優。福島県川内村出身。ベンヌ所属。

## 来歴
第25回ジュノン・スーパーボーイ・コンテストで審査員特別賞を受賞。
2015年、初主演映画『宇田川町で待っててよ。』にて女装男子を演じた。
9月28日から2017年3月まで福島中央テレビの情報番組『ゴジてれ Chu !』内のコーナー「日本縦断 龍儀の歩く旅」に出演。北海道の稚内から鹿児島の佐多岬まで徒歩で日本縦断を達成した。
2017年「ミュージカル『刀剣乱舞』〜三百年の子守唄〜」の物吉貞宗役で2.5次元ミュージカルのデビューを果たした。
2018年1月15日 オフィシャルサイト開設。
2019年10月、自身の出身地である福島県川内村の「川内村ふるさと大使」に就任。

## 人物
- 大きな瞳と、低めの声が特徴。
- ファンの名称はリューマー。オフィシャルサイト記念イベント（2017年2月3日開催）のファンの名称を考える企画に寄せられた案と「#横田龍儀オフィシャルサイト記念イベント」のTwitterタグに提案されていた名称の中から横田龍儀本人が選定し、自身のブログにて提案したところ多数のファンの同意コメントにより決定。本人は、「リューマーという案を見て 僕、すっごい気に入りまして 僕すっごいゲーマーですしいいかなーって思ったんです」と綴っている[10][11] 。
- 父が仮面ライダーをよく見ていたことから影響を受け、仮面ライダーになることを目標としている。ブログの文末には必ず「絶対仮面ライダーになるぞ」とある。
- 好きな歴代仮面ライダーは仮面ライダー電王。
- 尊敬する俳優に佐藤健、藤原竜也、共演したい俳優に賀来賢人を挙げている。
- 三谷幸喜監督作品への出演に憧れている。
- 特技は11年間打ち込んだボクシングと、地元・川内村の伝統芸能である獅子舞。 「ジュノン・スーパーボーイ・コンテスト」では獅子舞を披露した。
- 趣味は、動画サイトを見ながらダンスを覚えること（主にEXILE）、キーボード、ゲーム。
- 中学ではソフトテニス部、高校では軽音楽部に所属していた。
- 俳優の内海啓貴とは高校の同級生。
- 実家にポコくんという犬を飼っている。
- 猫アレルギー[12]。
- 姉がいる。
- 甘いもの好き。特にプリンが好物。
- 辛いもの、ホラーは苦手。
- 川内村の公式キャラクター「自然の村長モリタロウ[13]」のぬいぐるみを愛用している。ふたりで人生ゲームをした際は部長に昇進したモリタロウに負けている[14]。

## 出演作品

### 映画
- 宇田川町で待っててよ。（2015年7月公開） - 主演・八代智哉 役[15]
- 鹿沼（2018年製作）[16]
- いつまでも忘れないよ（2019年5月31日公開） - マルコ（神谷哲郎）役[17]
- MANKAI MOVIE「A3!」 SPRING & SUMMER（2021年12月3日公開） - 主演・佐久間咲也 役[18]
  - MANKAI MOVIE「A3!」 AUTUMN & WINTER（2022年3月4日公開）[19]
- 劇場版『パティシエさんとお嬢さん』（2022年5月6日公開） - 波留耕作 役[20]

### テレビドラマ
- ディキータマリモット－オウセンの若者たち－（2018年7月 - 9月、テレビ神奈川） - マルコ 役[21]
- パパ、はじめました 第8話（2019年10月23日、BS日テレ） ‐ キメラ 役[22]
- 寝ないの？小山内三兄弟 第5話（2019年11月、日本テレビ） ‐ 太地 役[23]
- ただいま!小山内三兄弟 第4話（2020年10月、日本テレビ） ‐ 太地 役[24]
- パティシエさんとお嬢さん（2022年1月クール、テレビ神奈川 他） - 波留耕作 役[25]
- ミステリと言う勿れ 第11話 （2022年3月21日、フジテレビ）  - 黒服 役
- オールドルーキー 第1話（2022年6月26日、TBS） - 新堂敦史 役
- 宅飲みシェアハウス 第1話 - 5話（2022年4月、テレビ神奈川）[26]
- 芸人交換日記（2023年11月、BSフジ） - 田中 役[27][28]
- Solliev0（2024年4月1日 - 、テレビ神奈川） - 北条空 役[29]
- gift（2025年10月1日〈予定〉 - 、TOKYO MX 他） - メグミ 役[30]

### テレビ番組
- TUF NEWS LIVE スイッチ! （2013年6月、テレビユー福島）
- ドミソラ（2013年7月、福島放送）
- 二畳半レコード（2013年7月、福島中央テレビ）
- 24時間テレビ36 愛は地球を救う！ニッポンって…？〜この国のかたち〜（2013年8月24日・25日、福島中央テレビ）
- 龍儀の流儀で縁JOY。〜福島 お・も・て・な・しの旅〜（2013年10月、福島放送）
- 「ドミソラ」 龍儀君を熱血指導！（2013年11月、福島放送）
- サタふく＆FTVスーパーニュース年末スペシャル（2013年12月、福島テレビ）
- JOYnt！（2014年3月、群馬テレビ）
- ゴジてれ Chu ! 「日本縦断 龍儀の歩く旅」（2014年10月 - 2017年3月、福島中央テレビ）
- BF会議（2014年10月 - 2015年3月、テレビ朝日）- 準レギュラー[31]
- イケてる男と聞きたい女（2015年12月、フジテレビ）[32]
- 幸せ追求バラエティ 金曜日の聞きたい女たち（2016年6月23日・8月12日、フジテレビ）
- 『24時間テレビ40 愛は地球を救う』「24時間チャリティー野球大会」（2017年8月26日・27日、福島中央テレビ）
- シブヤノオト（2017年9月30日、NHK総合）[33]
- ActorsNavi ＃17（2017年9月6日、TOKYO MX）
- ZIP!（2017年10月12日、日本テレビ）
- 第69回NHK紅白歌合戦（2018年12月31日、NHK総合 他）[34]
- ぐるぐるナインティナイン 「ナラベルトコンベア！そこ逆！」（2019年6月13日、日本テレビ系列） - 解答者[35]
  - ぐるぐるナインティナイン 2時間SP 「ナラベルトコンベア！そこ逆！」（2019年10月3日、日本テレビ系列） - パネラー[36]
- 音が出たら負け（2020年3月11日、日本テレビ系列） - 挑戦者[37]
- カメラ男子 プチ旅行記 シーズン2（2022年1月、テレビ神奈川 ほか）[38]
- 炎の体育会TV 新春3時間SP（2023年1月7日、TBS系列）  - 武尊とボクシング対決 [39]

### ミュージカル
- 三越劇場夏休みミュージカル『GoGo！パンダ'72』（2013年8月） - 星野光 役
- ミュージカル『刀剣乱舞』 - 物吉貞宗 役
  - 三百年（）の子守唄（2017年3月4日 - 4月3日、AiiA 2.5 Theater Tokyo 他）[7]
  - 真剣乱舞祭2017（2017年12月8日 - 20日、日本武道館 他）[40]
  - 真剣乱舞祭2018（2018年11月24日 - 12月16日、幕張メッセ国際展示場ホール 他）[41]
  - 三百年の子守唄2019（再演）（2019年1月20日 - 3月24日、天王洲 銀河劇場 他）[42]
  - 歌合 乱舞狂乱2019（2019年11月24日 - 2020年1月23日、さいたまスーパーアリーナ 他 ）[43]
  - ㊇ 乱舞野外祭（）（2023年9月17日 - 24日、富士急ハイランド・コニファーフォレスト）[44]
  - 目出度歌誉花舞 十周年祝賀祭（2025年7月29日・30日〈予定〉、東京ドーム）[45]
- ミュージカル『VIOLET（英語: Violet (musical)）』（2020年9月4日 - 6日、東京芸術劇場 プレイハウス）[46]
- ミュージカル『グッド・イブニング・スクール』（2020年12月17日 - 20日、本多劇場） - 主演[47][48]
- ミュージカル『東京リベンジャーズ』（2023年11月24日 - 12月3日、天王洲 銀河劇場 他） - 稀咲鉄太 役[49]
- ASPイッツフォーリーズ公演 ミュージカル『鉄鼠の檻』（2024年6月14日 - 24日、紀伊國屋サザンシアター TAKASHIMAYA / 6月28日 - 29日、サンケイホールブリーゼ） - 榎木津礼二郎 役[50][51]

### 舞台
- KENプロデュース第18回公演『RED 〜新説・垢太郎物語〜』（2014年5月）[52]
- K.B.S.Project act.15 超スポ魂合唱コメディ『SING!!』（2014年9月）[53]
- MOJO（2017年6月 - 7月、品川プリンスホテル クラブex） - シルバー・ジョニー 役[54]
- 青の祓魔師 〜島根イルミナティ篇〜（2017年10月20日 - 29日、Zeppブルーシアター六本木/11月2日 - 5日、新神戸オリエンタル劇場） - ルシフェル 役[55]
- 『龍よ、狼と踊れ〜Dragon,Dance with Wolves』〜草莽の死士〜（2018年3月21日 - 4月1日、紀伊國屋サザンシアター TAKASHIMAYA） - 吉田稔麿 役[56]
- 大正浪漫探偵譚 六つのマリア像（2018年4月18日-22日、シアター1010） - 北早翔太 役[57]
- MANKAI STAGE『A3!』 - 佐久間咲也 役
  - SPRING & SUMMER 2018（2018年6月、天王洲 銀河劇場 他） - 主演[58]
  - SPRING 2019（2019年4月 - 6月、天王洲 銀河劇場 他）[59]
  - SUMMER 2019（2019年8月8日 - 9月29日、品川プリンスホテル ステラボール 他）[60]
  - Four Seasons LIVE 2020（2020年9月17日 - 20日、東京ガーデンシアター）[61]
  - WINTER 2021（2021年5月20日 - 6月13日、TACHIKAWA STAGE GARDEN）[62]
  - Troupe LIVE〜SPRING 2021（2021年8月18日 - 22日、TACHIKAWA STAGE GARDEN）[63]
  - ACT2! 〜SPRING 2022〜（2022年4月22日 - 5月30日、東京国際フォーラム ホールC ほか）[64]
  - ACT2! 〜WINTER 2023〜（2023年1月21日 - 2月26日、TACHIKAWA STAGE GARDEN 他）[65]
  - ACT2! 〜SPRING 2023〜（2023年5月・6月、東京 / 兵庫）[66]
  - ACT2! 〜WINTER 2024〜（2024年4月9日 - 5月12日、TOKYO DOME CITY HALL ほか）[67]
  - Four Seasons LIVE 2024（2024年10月31日 - 11月4日、東京ガーデンシアター）[68]
  - ACT3! 2025（2025年3月22日 - 5月10日、KAAT神奈川芸術劇場 ホール）[69]
- 戦刻ナイトブラッド（2018年8月16日 - 26日、天王洲 銀河劇場）‐ 森蘭丸 役[70]
- KING OF PRISM -Shiny Rose Stars-（2020年2月20日 - 26日、TOKYO DOME CITY HALL） - 如月ルヰ 役[71]
- 結婚しないの！？小山内三兄弟（2021年3月3日 - 7日、草月ホール）[72]
- 狂言男師〜夏の章『蚊相撲・呼声』（2021年7月9日 - 10日、セルリアンタワー能楽堂） - 「蚊相撲」大名 役、「呼声」次郎冠者 役[73]
- TAAC『ダムウェイター（英語: The Dumb Waiter）』（2021年11月3日 - 10日、すみだパークシアター倉） - ベン 役、ガス 役（大野瑞生と回変わりで二役）[74]
- 朗読活劇 信長を殺した男 2021（2021年11月26日する28日、神田明神ホール） - 豊臣秀吉 役 ほか[75]
- 炎炎ノ消防隊 - アーサー・ボイル 役
  - 破壊ノ華、創造ノ音（2022年1月18日 - 23日、KT Zepp Yokohama）[76]
  - 地下からの奪還（2022年9月17日 - 10月2日、サンシャイン劇場 他）[77]
  - 五つ目の柱（2023年3月24日 - 4月2日、メルパルク大阪 ホール 他）[78]
- NIGHT HEAD 2041 THE STAGE（2022年7月1日 - 10日、シアターGロッソ） - 霧原直也 役（大崎捺希とWキャスト）[79]
- BOYSDOLLHOUSE〜はい！よろこんで！〜（2022年10月7日 - 10日、新宿村LIVE） - ドール・カルヴァロ 役[80]
- ノラネコシティ（2022年12月3日 - 11日、新宿FACE） - アッシュ 役[81]
- スパイラルスパイ（2023年7月10日 - 17日、紀伊國屋サザンシアター TAKASHIMAYA）[82]
- 冒険者たちのホテル〜ドラゴンクエストXに集いし仲間たち〜（2024年2月7日 - 12日、品川プリンスホテル クラブeX）[83]
- 舞台『転生したらスライムだった件』-魔王来襲編&人魔交流編-（2024年7月25日 - 28日、天王洲 銀河劇場 / 8月2日・3日、サンケイホールブリーゼ） - ユウキ 役 [84]
- 水平なライオン（2024年11月、シアター・アルファ東京）[85]
- コメディ朗読劇CONTELLING『とりあえずウーロン茶』（俳優編）（2024年12月20日、よみうり大手町ホール）[86]
- ゼブラ（2025年8月20日 - 24日〈予定〉、シアターサンモール）[87]
- RE:BIRTH（2025年10月2日 - 13日〈予定〉、飛行船シアター） - 岳咜 役[88][89]

### ボイスドラマ
- 新感覚ボイスドラマ配信サービス「恋するおやすみコール/ 隔離病棟シリーズ」[90] - 神崎幸永 役（2017年5月 - 2018年3月）

### CD
BFB 名義
- 「キッスをしたいの? されたいの?」EDGE of LIFE、2ndシングル「Love or Life」only版ボーナストラック（2014年12月24日発売）

刀剣男士formation of 三百年 名義
- 4thシングル「勝利の凱歌」刀剣男士 formation of 三百年（2017年9月27日発売）
- 3rdアルバム「ミュージカル『刀剣乱舞』 〜三百年の子守唄〜」刀剣男士 formation of 三百年（2017年11月8日発売）
- 7thシングル「鼓動」刀剣男士 formation of 三百年（2019年9月4日発売）

### イベント
- 東京ボーイズコレクション 出演（2014年3月）
- 「BF会議」ファンミーティング（2014年12月28日、六本木ニコファーレ）
- 映画『宇田川町で待っててよ。』ワールドプレミア（2015年7月11日、サイエンスホール）
- 「宇田川町で待っててよ。」初日舞台挨拶（2015年7月25日、渋谷HUMAXシネマ）
- 「宇田川町で待っててよ。」映画公開記念アフタートークパーティー（2015年8月6日）
- 「イケてる男と聞きたい女SP イケてる真夏のトークショー&握手会」（2015年8月15日）
- 「宇田川町で待っててよ。」DVD発売記念イベント「虎ノ門で待ってるよ。」（2016年3月5日）
- 黒羽麻璃央24thバースデーパーティ（2017年7月30日）東京会場ゲスト出演
- JUNON10月号お渡し会（2017年8月28日）
- 横田龍儀 バースデーイベント（2017年9月10日、原宿ストロボカフェ）
- 黒羽麻璃央 第2回ファンミーティング2018（2018年1月20日）大阪会場ゲスト出演
- 横田龍儀オフィシャルファンサイトオープン記念イベント（2018年2月3日、Future SEVEN）
- スマートボーイズPresents スマボMovie第9弾『隠れ家で夜ふかし』最速先行上映会（2018年2月12日、日仏会館）
- 横田龍儀スクールカレンダー 2018-2019（2018年4月7日、シダックスカルチャーホールA）
- MANKAI STAGE『A3!』Bloom Fan Meeting 2025（2025年9月30日〈予定〉、品川プリンスホテル ステラボール）[92]

### インターネットテレビ
- 日本横断 龍儀の歩く旅（Hulu）
- 刀剣乱舞2.5Dカフェ サテライトスタジオ（2017年5月25日、SHOWROOM）出演
- キャストサイズチャンネル（2017年9月27日、ニコニコ動画）出演
- FRESH! 2.5D公式チャンネル（2017年11月25日、FRESH_LIVE）出演
- 深夜のキマグレ狼（2018年1月30日、SHOWROOM）
- うち劇 億秒くんの羨望道中（2020年7月18日、SPWN）[93]
- 刀剣乱舞 大演練 〜控えの間〜（2020年8月5日、DMM.com）[94]
- ザツダン!!（2022年4月28日、YouTube）[95]
- Bフェス 映えBOYZハイスクールフェスティバル（2023年7月9日、Streaming+ ほか）[96]

## 書籍

### 写真集
- 横田龍儀ファースト写真集 龍儀（2019年3月8日、主婦と生活社、撮影：すず木だいすけ）[97] ISBN 978-4-391-15266-1

### 電子書籍
- 横田龍儀 推しメンFile（2023年10月27日、講談社、撮影：槇野翔太）[98]

### 関連書籍
- ニノダン From Home To Stage（2020年、ロングランプランニング）[99]